# Zasip
Zasip é uma vila localizada no município de Bled na Eslovênia. Possuía uma população estimada de 1 019 habitantes em 2020.